# 張光根

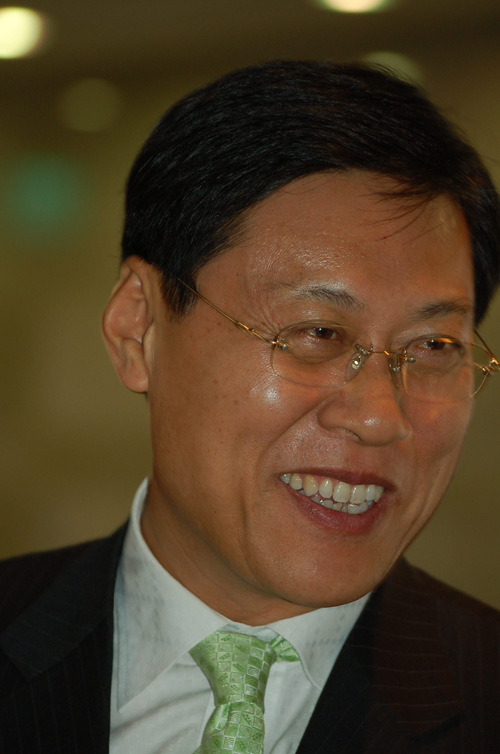
2009年

張 光根（チャン・グァングン、朝鮮語: 장광근、1954年1月8日 - 2023年7月29日）は、大韓民国の実業家、社会運動家、政治家。第14・16・18代韓国国会議員。
本貫は丹陽張氏、号は白山（ペクサン、백산）。カトリック教徒。

## 経歴
京畿道楊平郡出身。京東中高、延世大学校政治外交学科卒。トゥウォン産業商事代表、民主主義と民族統一のための社会運動運営委員、延世民主同門会運営委員、韓国社会文化研究所理事長、ソウル地区青年会議所新聞論説委員・会長、ハンギョレ民主党東大門甲地区党委員長、野圏統合推進委員会実務協商参与、住居連合指導委員、経済正義実践市民連合中小商工人会副会長、韓国青年会議所統一関係専門委員長、民主党ソウル東大門甲地区党委員長・大統領選挙対策本部企画室副室長・遊説委員会副委員長・総裁秘書室次長・地方選挙遊説団長・李基沢常任顧問特別補佐・副報道官、ハンナラ党副報道官・選挙対策委員会共同報道官・首席副報道官・ソウル東大門甲地区党委員長、第16代国会地方分権確立のための議員研究会委員・財政経済委員会委員、ハンナラ党運営委員、韓国文化芸術支援センター顧問、社団法人イェミョン院顧問、ハンナラ党東大門甲党委員会協議会運営委員長・李明博大統領選候補報道官、ハンナラ党ソウル市党委員長・事務総長・再補欠選挙公審委員会公審委員長・人材受入委員長、第18代国会CMフォーラム代表・国土海洋委員長を務めた。
2018年ごろに癌と診断され、治療していたが2023年7月29日に死去。享年69。

## 不祥事
2005年から2010年までに借名口座を通じて数千万ウォンの不法政治資金を受け取った容疑で起訴され、2012年3月15日に大法院により罰金700万ウォン、追徴金5千784万ウォンを宣告した原審を確定されたため、議員職を喪失した上、5年間の被選挙権を失った。その後、2013年1月末の李明博大統領による恩赦で復権した。

## エピソード
2007年の大統領選挙のハンナラ党予備選挙で李明博の報道官を務めた時、対立候補の朴槿恵が崔太敏一家との癒着を明らかにし、朴槿恵が大統領になった場合、崔氏一家による国政壟断の可能性を指摘した。